# Łypci
Łypci (ukr. Липці) – wieś na Ukrainie, w obwodzie charkowskim, w rejonie charkowskim. W 2024 liczyła 80 mieszkańców.